# Gayhurst House
Gayhurst House är ett engelskt country house från sent under den elisabetanska eran som ligger i Buckinghamshire i sydöstra England (i närheten av orten Gayhurst). Herrgården byggdes ut 1597 av William Moulsoe och färdigställdes sedan av Everard Digby, en av krutkonspiratörerna. Trots att Digby dömdes för högförräderi efter konspirationens misslyckande fick hans fru Mary behålla herrgården. Gayhurst House togs sedan över av Digbys son, Kenelm Digby. 1704 såldes herrgården till Nathan Wrighte och den genomgick en stor renovering 1858–1872 av arkitekten William Burges för Robert Carrington, 2:e baron Carrington och hans son. Kostnaden för renoveringen låg på ungefär £20 000 och stilen som användes var en sorts engelsk-fransk renässansstil.
Parken runtomkring Gayhurst House skapades av Lancelot "Capability" Brown och Humphry Repton. Under 1900-talet delades herrgården upp och 1971–1979 gjordes den om till lägenheter.